# Polish Juniors 2011
Das Polish Juniors 2011 fand als bedeutendstes internationales Nachwuchsturnier von Polen im Badminton vom 21. bis zum 23. Januar 2011 in Kędzierzyn-Koźle statt. Es war die 22. Auflage der Veranstaltung.

## Sieger und Platzierte
| Disziplin    | Gold                               | Silber                               | Bronze                                  |
| ------------ | ---------------------------------- | ------------------------------------ | --------------------------------------- |
| Herreneinzel | Artem Pochtarev                    | Chris Coles                          | Sergiy Garist                           |
| Herreneinzel | Artem Pochtarev                    | Chris Coles                          | Kyrylo Leonov                           |
| Dameneinzel  | Yelyzaveta Zharka                  | Tereza Lajdová                       | Weronika Grudzina                       |
| Dameneinzel  | Yelyzaveta Zharka                  | Tereza Lajdová                       | Ivana Kubíková                          |
| Herrendoppel | Chris Coles Matthew Nottingham     | Gennadiy Natarov Artem Pochtarev     | Marin Baumann Gaëtan Mittelheisser      |
| Herrendoppel | Chris Coles Matthew Nottingham     | Gennadiy Natarov Artem Pochtarev     | Daniel Font Oliver Gwilt                |
| Damendoppel  | Jessica Fletcher Helena Lewczynska | Alžběta Bášová Lucie Havlová         | Katarzyna Macedońska Viktoriia Vorobeva |
| Damendoppel  | Jessica Fletcher Helena Lewczynska | Alžběta Bášová Lucie Havlová         | Virág Farkas Daniella Gonda             |
| Mixed        | Chris Coles Jessica Fletcher       | Matthew Nottingham Helena Lewczynska | Mateusz Dubowski Martyna Poprzeczko     |
| Mixed        | Chris Coles Jessica Fletcher       | Matthew Nottingham Helena Lewczynska | Gennadiy Natarov Yelyzaveta Zharka      |